# Any Dream Will Do
Az Any Dream Will Do című dal az ausztrál Jason Donovan 1991. június 10.-én megjelent kislemeze a Polydor kiadásában. A dal először önálló kislemezként jelent meg, albumon nem volt elérhető, annak ellenére, hogy Donovan Greatest Hits című első válogatás lemeze ebben az időszakban jelent meg. A dal később Donovan 3. All Around the World című stúdióalbumán kapott helyet.  A dal az Egyesült Királyság kislemezlistáján 1. helyezést ért el, és 400.000 példányszámnál több kiadás talált gazdára. A dal Ausztráliában 92. helyezett volt az ARIA slágerlistáján. A dal Írországban szintén 1. helyezés volt, Ausztriában a 3. lett. 
A dalt Donovan az angol X Factorban fellépő Same Difference nevű duóval is előadta 2007-ben.

## Előzmények
A dalt Andrew Lloyd Webber  és Tim Rice írta 1968-ban a József és a színes szélesvásznú álomkabát című musicalhez, melyben Donovan a londoni paladiumban szerepelt a darabban, és előadta a dalt. A musicalt a Madách Színház is műsorra tűzte, és a dal magyar változata is elhangzott a darabban.

## Megjelenések
CD Single  Egyesült Királyság
Really Useful Records – RURCD 7, Polydor – 867 317-2
1. Any Dream Will Do	3:54
2. Any Dream Will Do (Extended Version) 4:58
3. Close Every Door	3:30

## Slágerlista

### Heti összesítések
| Slágerlista (1991)                           | Legjobb helyezések |
| -------------------------------------------- | ------------------ |
| Ausztrália (ARIA)                            | 92                 |
| Ausztria (Ö3 Ausztria Top 40)                | 3                  |
| Belgium (Ultratop 50 Flanders)               | 19                 |
| Németország (Official German Charts)         | 55                 |
| Írország (IRMA)                              | 1                  |
| Hollandia (Single Top 100)                   | 55                 |
| Egyesült Királyság (Official Charts Company) | 1                  |

### Év végi összesítések
| Slágerlista (1991)                           | Helyezések |
| -------------------------------------------- | ---------- |
| Ausztria (Ö3 Austria Top 40)                 | 13         |
| Egyesült Királyság (Official Charts Company) | 6          |

## Minősítések
| Ország             | Minősítések | Hivatalos eladások |
| ------------------ | ----------- | ------------------ |
| Egyesült Királyság | arany       | 400,000            |

## Feldolgozások
- A dal saját változatát Lee Mead is felvette 2007-ben, mely a Skót kislemezlista 1. helyezettje volt,[12] az angol kislemezlistán is a 2. helyig sikerült jutnia.[13]